# Gościejowice
Gościejowice (deutsch: Heidersdorf) ist ein Ort in der Stadt- und Landgemeinde Niemodlin im Powiat Opolski, der Woiwodschaft Opole in Polen.
Zu Gościejowice gehört die Kolonie Gościejowice Małe (Klein Heidersdorf).

## Geographie
Gościejowice liegt etwa Kilometer nordwestlich von Niemodlin (Falkenberg) und 23 Kilometer westlich von Opole (Oppeln) in der Nizina Śląska (Schlesische Tiefebene).
Nachbarorte sind Niemodlin im Südwesten, Rzędziwojowice (Geppersdorf) im Norden, Sosnówka (Kieferkretscham) im Osten und Michałówek (Michelsdorf) im Südosten.

## Geschichte
„Heydinricdorf“ wurde 1389 erstmals erwähnt. 1441 wurde das Dorf erweitert. Für das Jahr 1447 ist die Schreibweise Hendersdorff belegt.
Nach dem Ersten Schlesischen Krieg 1742 fiel Heidersdorf mit dem größten Teil Schlesiens an Preußen. Für das Jahr 1783 ist eine zweiklassige evangelische Schule im Ort bezeugt.
Nach der Neuorganisation der Provinz Schlesien gehörte die Landgemeinde Heidersdorf ab 1816 zum Landkreis Falkenberg O.S. im Regierungsbezirk Oppeln. 1845 zählte das Dorf ein Vorwerk, eine evangelische Schule und 81 Häuser. Im gleichen Jahr lebten in Heidersdorf 469 Einwohner, davon 110 katholisch. Für das Jahr 1855 sind 469 Einwohner verzeichnet. 1865 zählte das Dorf 14 Bauern-, 27 Gärtner- und elf Häuslerstellen. Die Schule wurde im gleichen Jahre von 76 Schülern besucht. 1874 wurde der Amtsbezirk Schedlau gegründet, zu dem die Landgemeinden Groditz, Guhrau, Heidersdorf, Mullwitz und Schedlau sowie die Gutsbezirke Groditz, Guhrau, Heidersdorf, Mullwitz und Schedlau gehörten. 1885 wurden 386 Einwohner gezählt. 1933 waren es 538 und 1939 540 Einwohner. Bis Kriegsende 1945 gehörte der Ort zum Landkreis Falkenberg O.S.
Als Folge des Zweiten Weltkriegs fiel der ehemals deutsche Ort Heidersdorf 1945 unter polnische Verwaltung und wurde nachfolgend in Gościejowice umbenannt. Die deutsche Bevölkerung wurde im Juni 1946, soweit sie nicht vorher geflohen war, weitgehend vertrieben. Die neu angesiedelten Bewohner waren teilweise Zwangsumgesiedelte aus Ostpolen, das an die Sowjetunion gefallen war.
Von 1945 bis 1950 gehörte Gościejowice zur Woiwodschaft Schlesien und anschließend zur Woiwodschaft Opole. Seit 1999 gehört es zum Powiat Opolski.